# Kirsten Terkilsen
Kirsten Terkilsen (født 13. august 1954) er en dansk politiker, der fra 1. januar 2010 til 31. december 2017 var borgmester i Hedensted Kommune, valgt for Venstre.
Terkilsen er kontoruddannet og arbejder som chefkonsulent i Trapez Rekruttering.
Hun blev valgt til Tørring-Uldum Kommunalbestyrelse i 1993 og var borgmester fra 2001 til 2006. Siden dannelsen af Hedensted Kommune i 2006 har hun været gruppeformand og formand for kommunens kultur- og erhvervsudvalg. Hun blev borgmester som følge af en bred konstituering med deltagelse af alle partier i kommunalbestyrelsen.